# Myresjö gamla kyrka
Myresjö gamla kyrka är en kyrkobyggnad i Myresjö. Den tillhör Lannaskede församling i Växjö stift.

## Kyrkobyggnaden
Kyrkan uppfördes vid mitten av 1100-talet  i  romansk stil  med inflytande från Lunds domkyrkas tillkomst. Det märks särskilt i utformningen av den södra portalen dvs ingången till kyrkorummet.I portalen finns en runsten inmurad med inskriften: Vivir satte denna sten efter sin broder. Kyrkan tillhör gruppen Njudungskyrkorna. Det gemensamma för dessa kyrkor är att de saknar  sockel. Kyrkobyggnaden som är uppförd i sten består av långhus, kor och en halvrund absid i öster. Sakristian vid norrsidan i anslutning till koret har troligen byggts under 1400-talet. Kyrkan dömdes ut redan 1814 av biskop Ludvig Mörner, men det dröjde till 1879, då man tillsammans med Lannaskede församling uppförde en ny kyrka. Den gamla kyrkan lämnades sedan att förfalla. Långhusets tak rasade in i början av 1900-talet. Åren 1925–1927 restaurerades kyrkan. Kyrkan fick ett nytt spånbeklätt yttertak och ett plant innertak i kyrkorummet. I samband med detta arbete frilades medeltida målningar i koret. Målningsdekore– i absiden rengjordes. En ny klockstapel uppfördes. Inventarier som förvarats i nya kyrkan återfördes. När kyrkan återställts fick den förnyad funktion som gudstjänstrum. Kyrkan har även genomgått en restaurering 1972–1973.

## Interiör
Eftersom kyrkan saknar vapenhus kommer man in i kyrkorummet genom den södra porten. Själva långhuset är sparsamt ifråga om målningar. Annorlunda är det i koret som avskiljs från långhusdelen genom en korbåge. Målningarna i kyrkans kor antas härröra från 1200-talet. Norra väggen har motiv av bland annat Kristi intåg i Jerusalem och Jesus och  Tomas. Södra väggen är dekorerad med en fragmentarisk målning av Kristus på korset samt Maria från Magdala  och lärjungen Johannes. Absiden där högaltaret av sten från kyrkans byggnadstid har sin plats, är rikligt prydd med målningar tillkomna under  1600-talet.Centralmotivet utgörs av en framställning av Kristus på sin härlighets tron omgiven av molnringar med änglar. En texttavla med målat arkitektoniskt ramverk flankeras av änglar med språkband. Överst står en änglagestalt med svärd och vågskål i händerna. I korbågen hänger ett medeltida triumfkrucifix  snidat under 1200-talet. Dopfunten i koret härrör från 1100-talet. Den är prydd med bland annat drake, lejon och fabeldjur. Cuppan är något skadad. Funten anses vara ett verk av Njudungsgruppen. Predikstolen med ljudtak som har sin plats på norra sidan längst fram i långhuset är ett förnämligt intarsiaarbete i renässansstil  tillverkad 1679. En tavla från 1701  i form av ett  epitafium över en kyrkoherde med familj hänger på norra väggen. Läktaren där orgeln har sin plats är prydd med 1600-tals dekor. Bänkinredningen som är sluten dvs är försedd med dörrar är tillkommen i samband med restaureringsarbetet av kyrkan.

## Orgel
- Tidigare användes ett harmonium i kyrkan.
- Orgeln från 1966 är byggd av Olof Hammarbergs orgelbyggeri, Göteborg och har 5 stämmor[1]. Orgeln är mekanisk.

| Manual        | Pedal   |
| Gedakt 8'     | Bihängd |
| Gedakt 4'     |         |
| Principal 2'  |         |
| Rörflöjt 2'   |         |
| Mixtur 1 chor |         |

## Bildgalleri

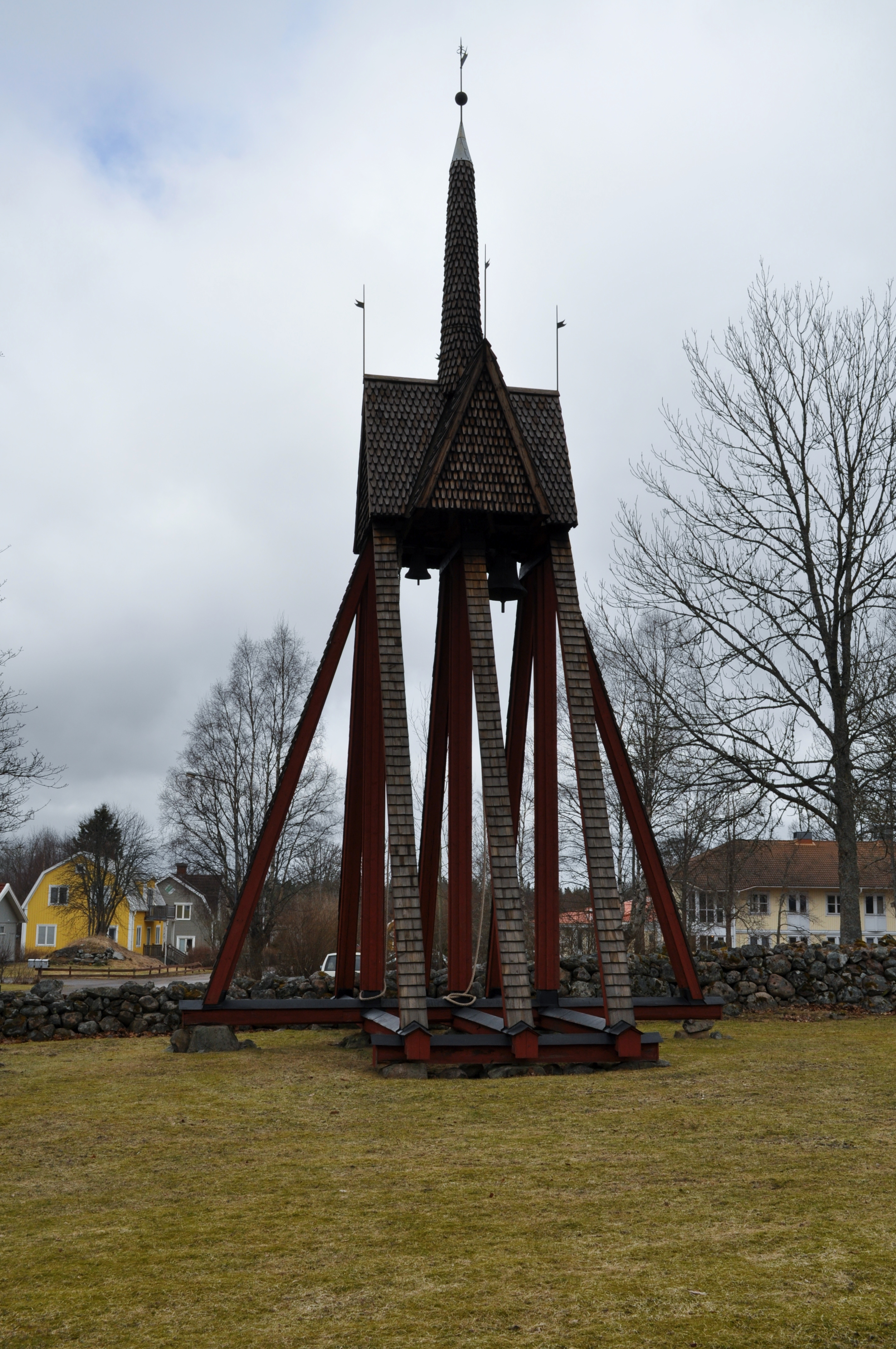
Klockstapeln.
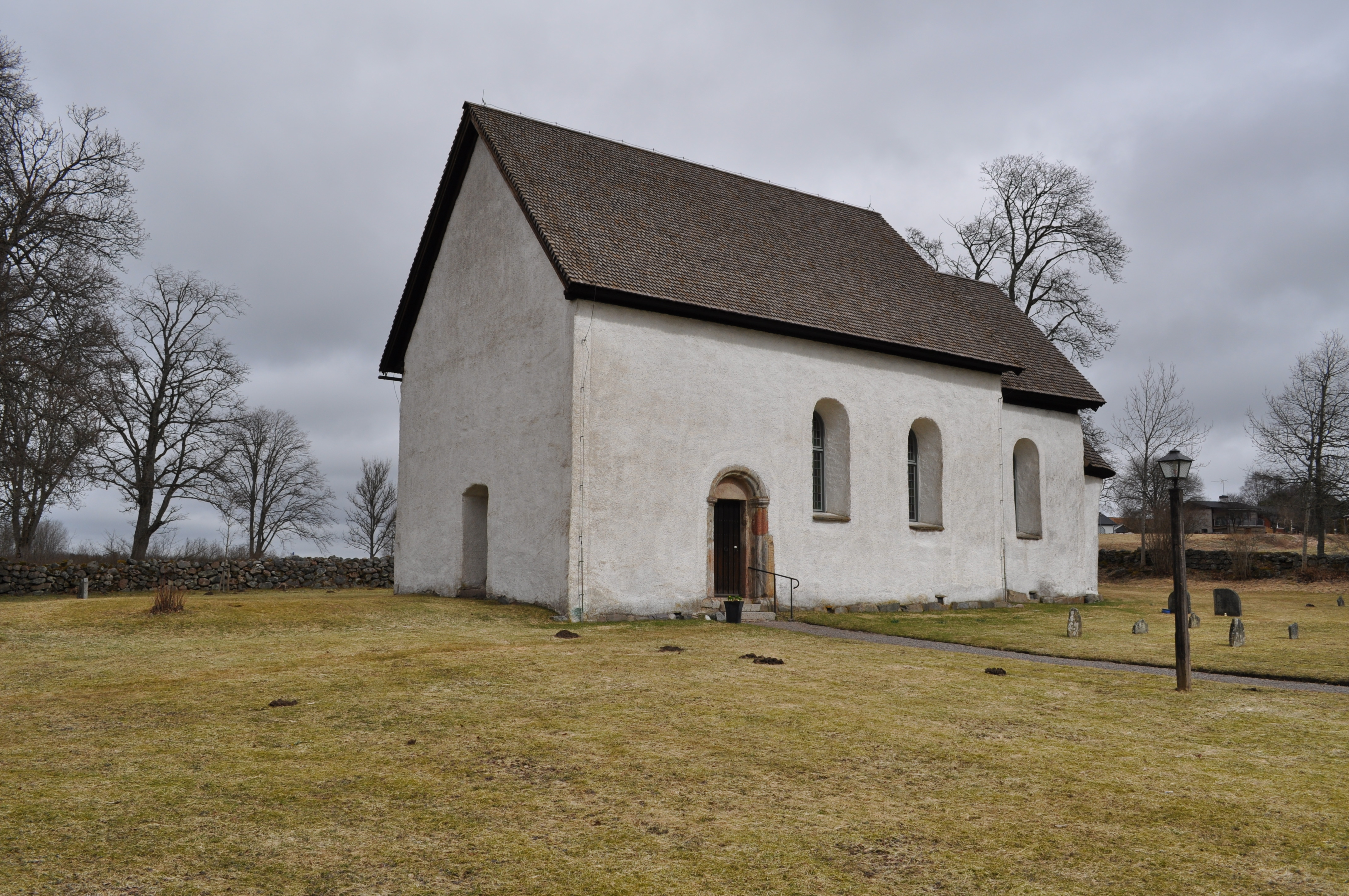
Kyrkan från sydväst med den romanska sydportalen.
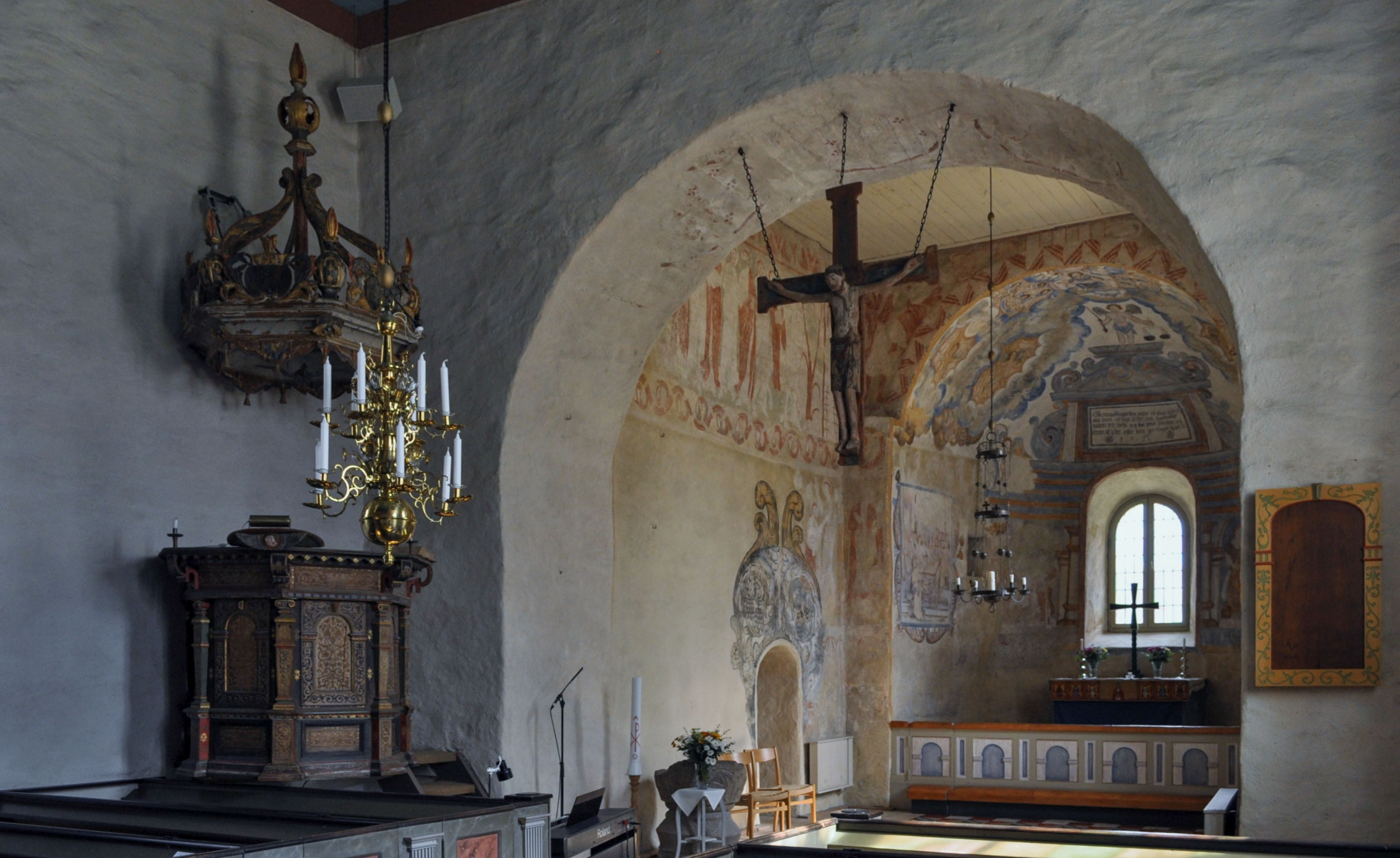
Koret och korabsiden.
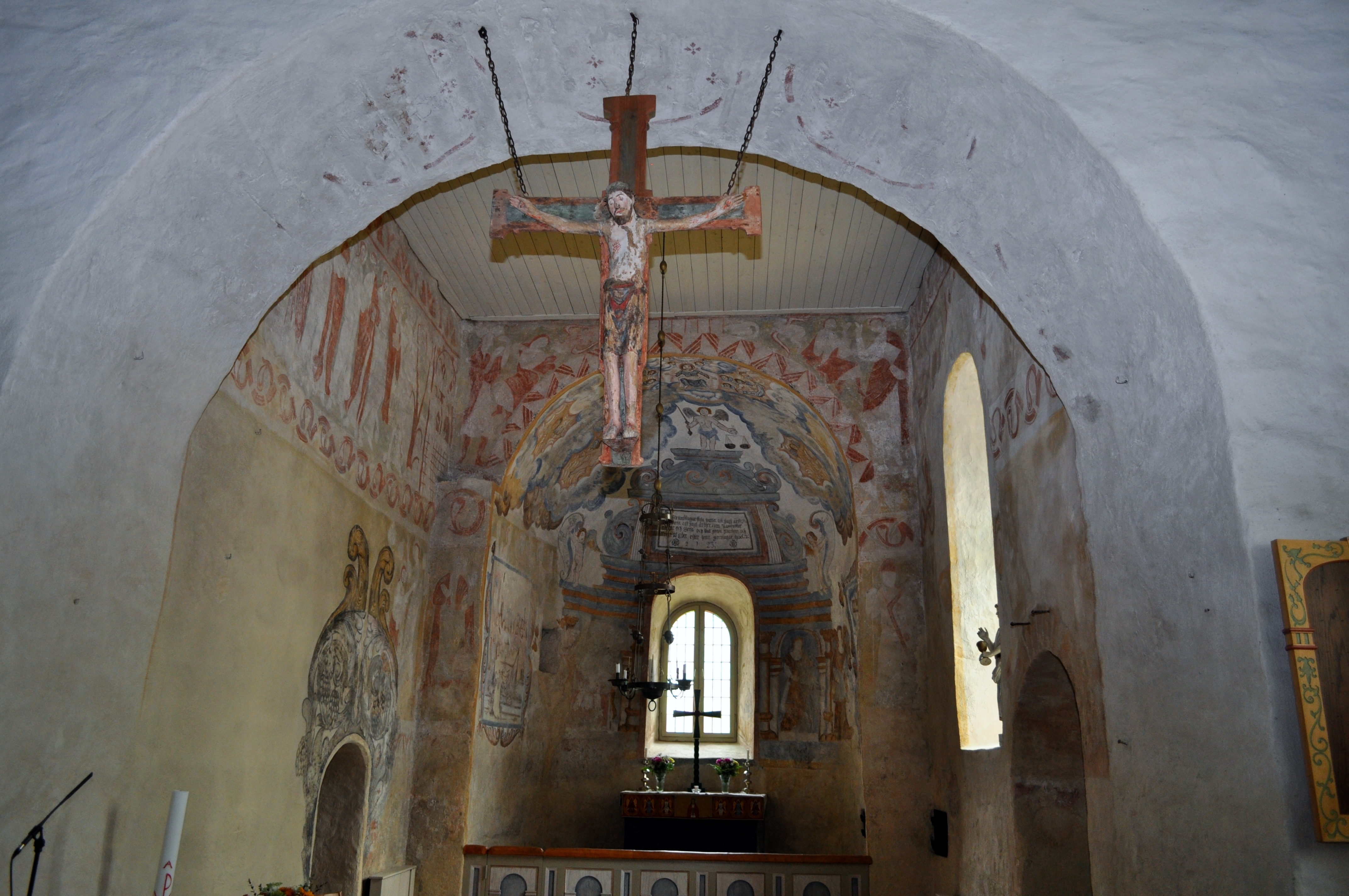
Triumfkrucifixet från 1200-talet och delar av den rika målningsskruden.
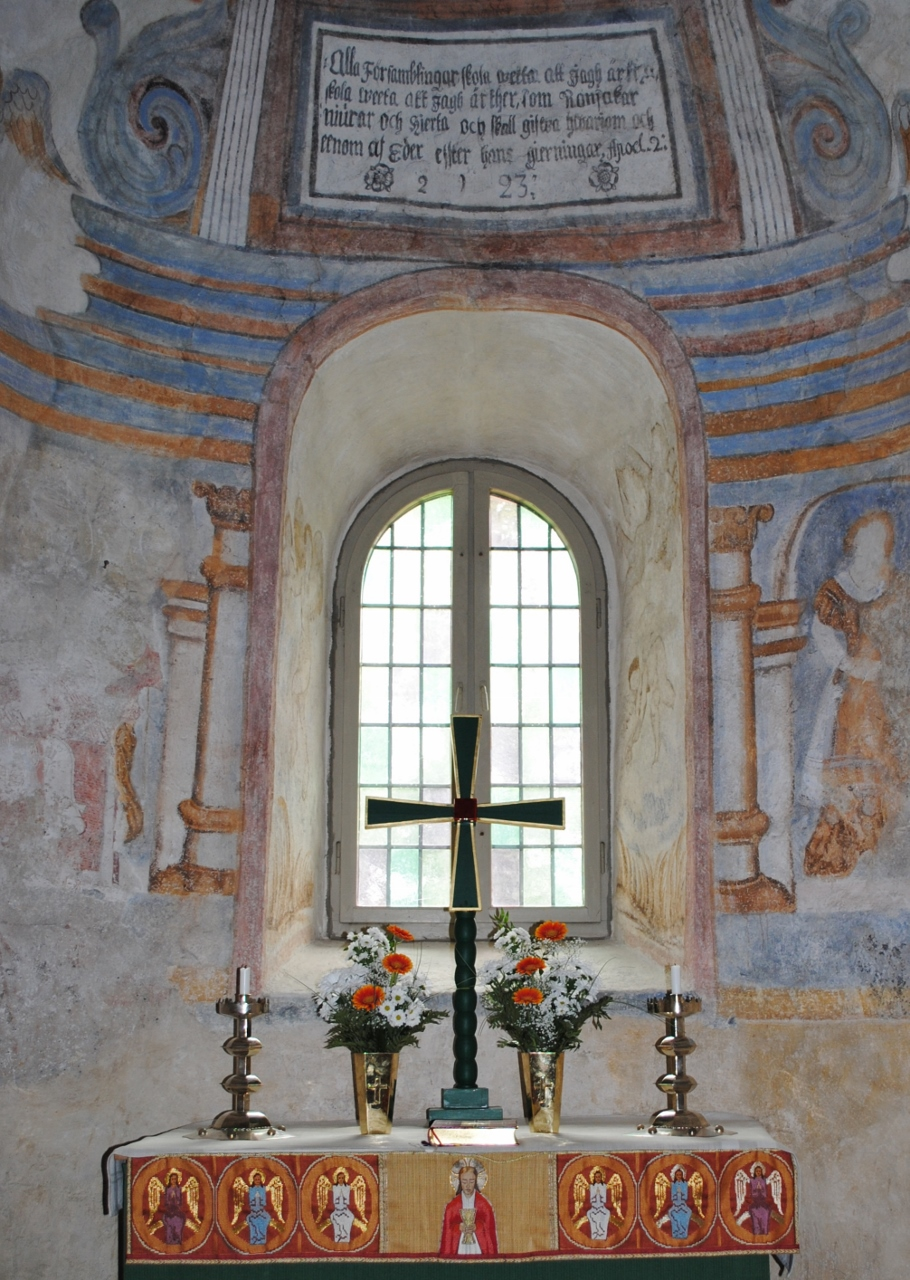
Altaret.
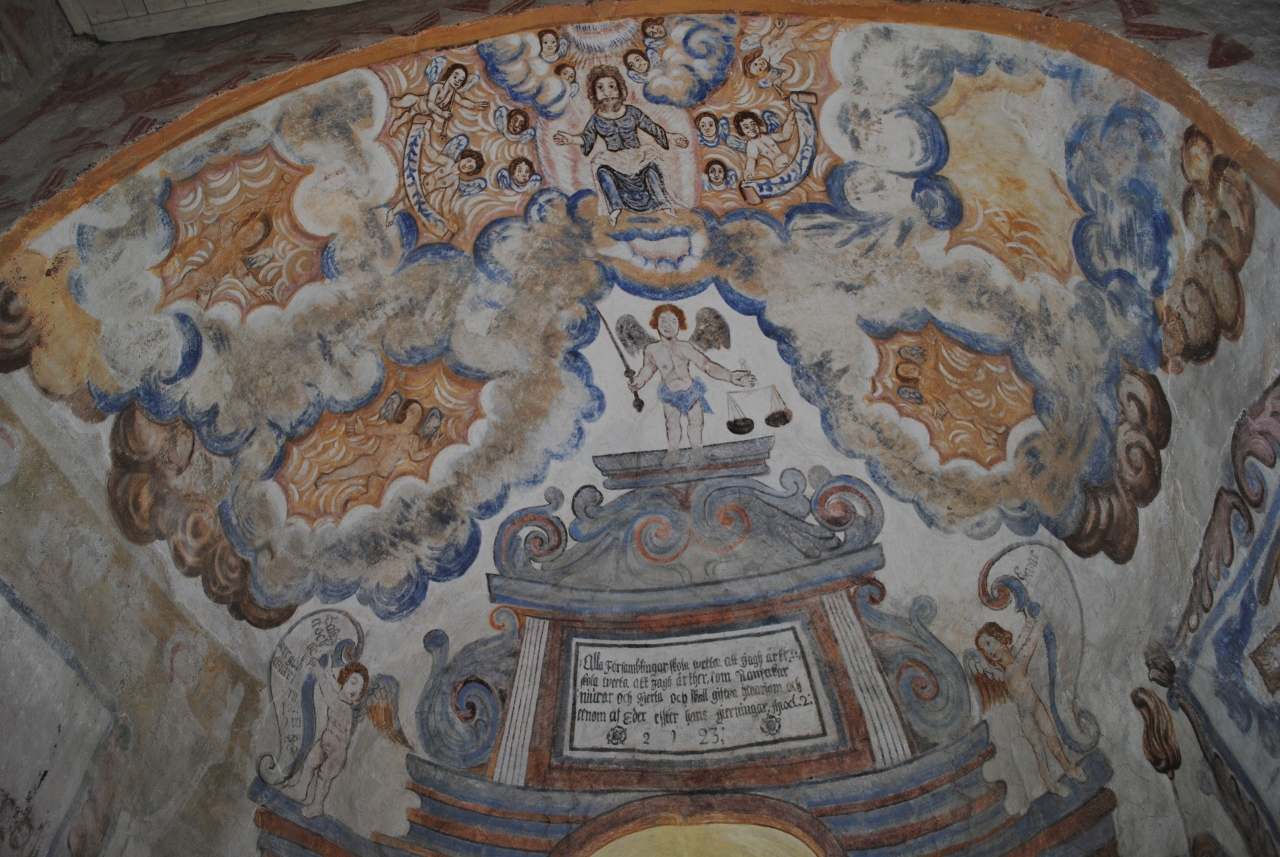
Målningsdekor i absiden utförd under 1600-talet.
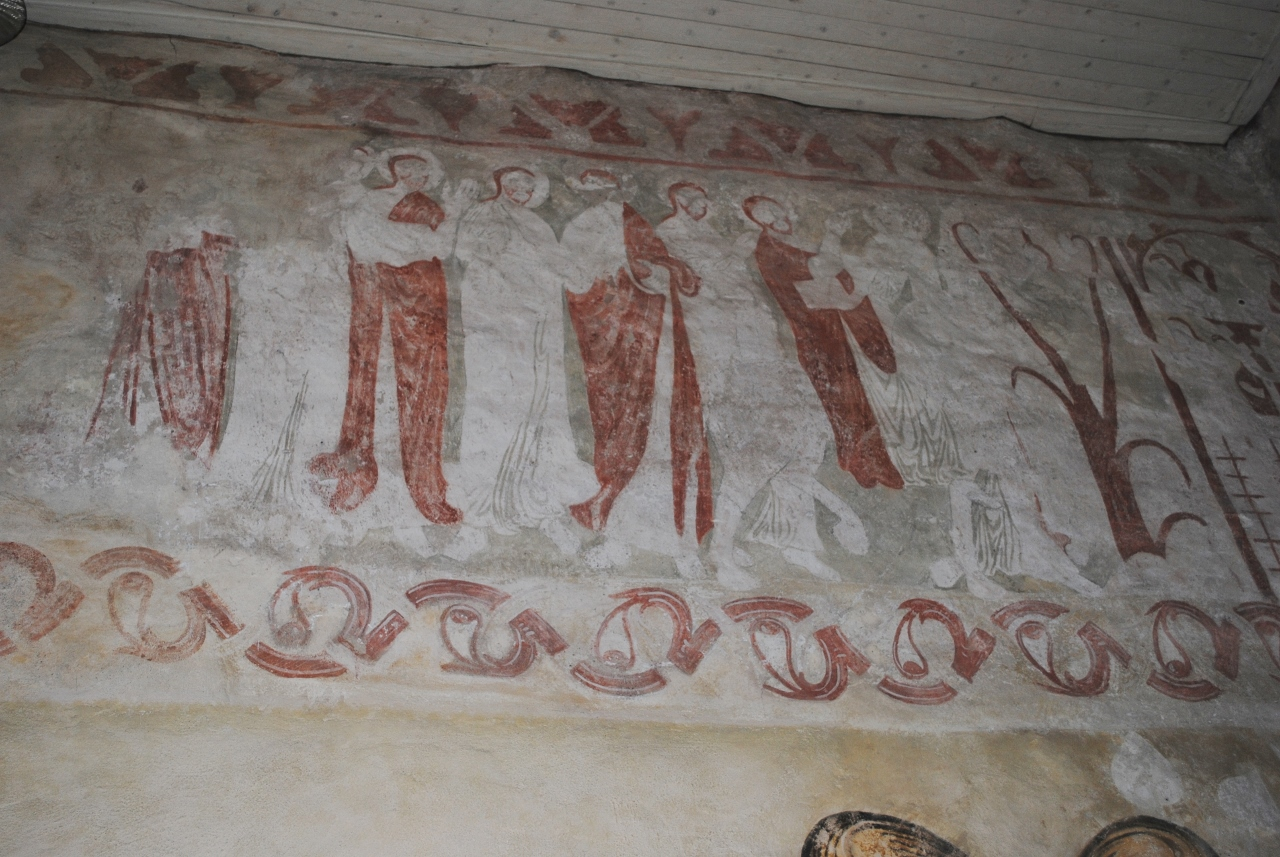
Målning i kyrkans kor från 1200-talet. Motiv: "Kristi intåg i Jerusalem".
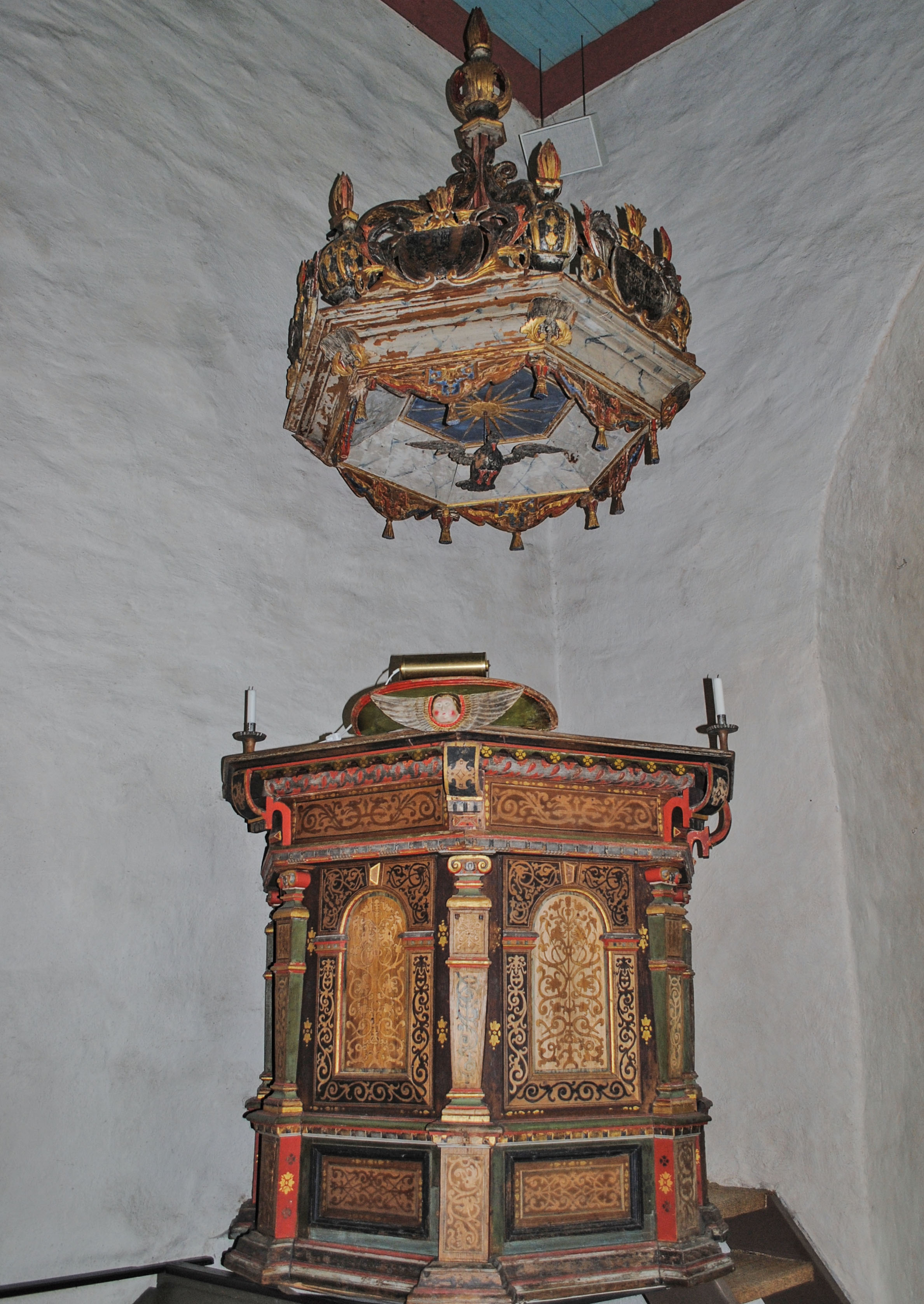
Predikstolen med ljudtak från 1679.
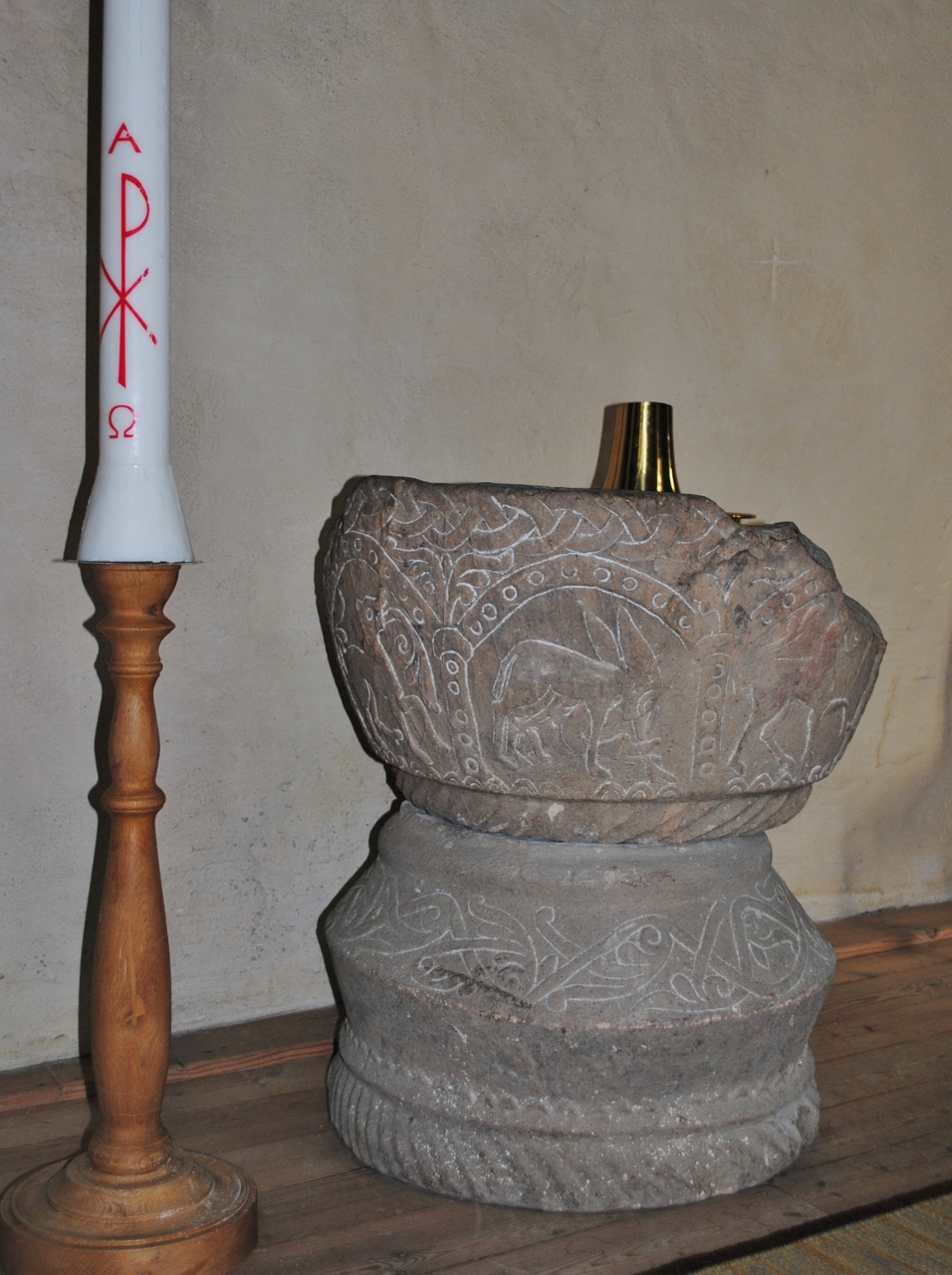
Dopfunt utförd av Njudungsgruppen daterad till 1100-talet.
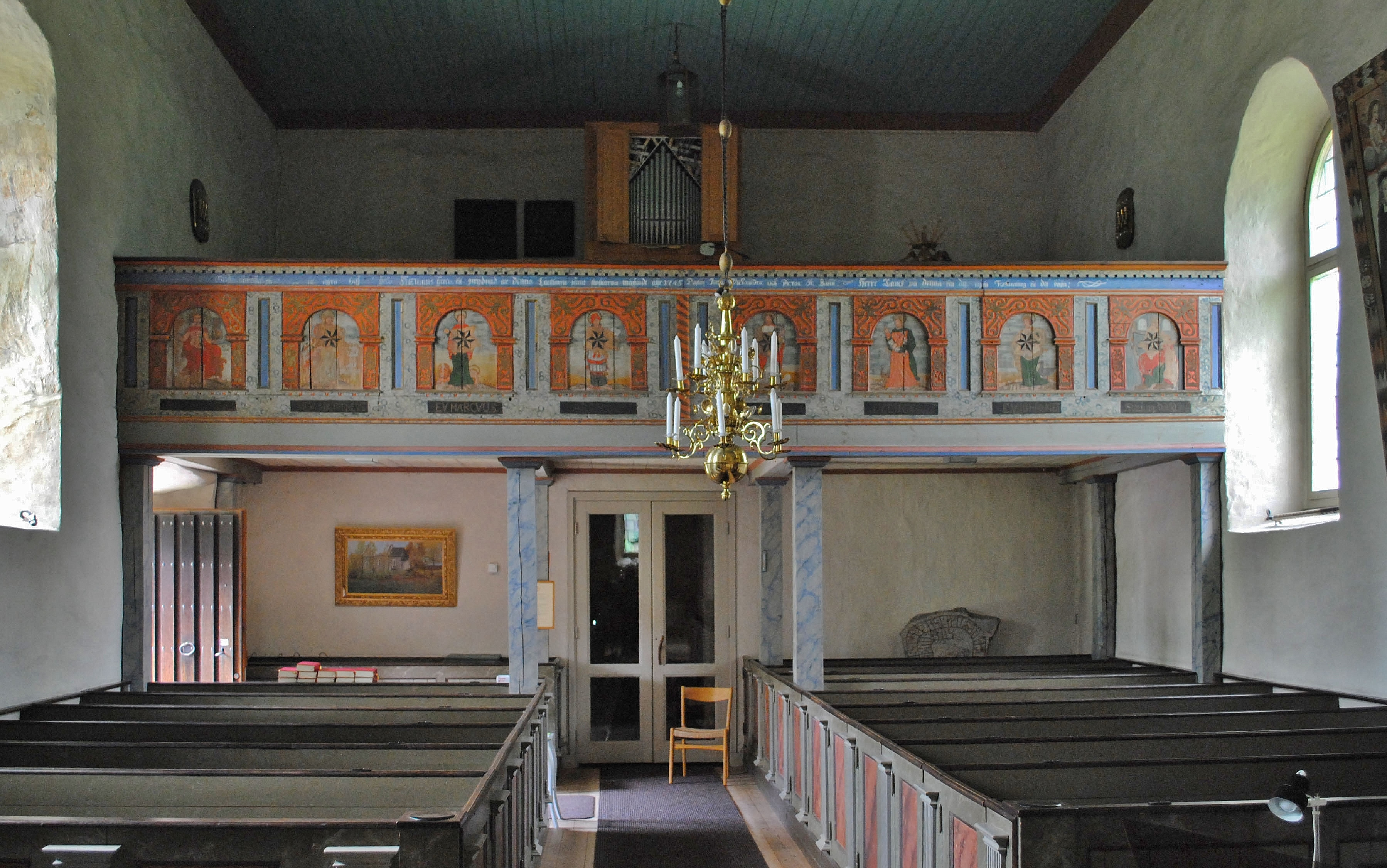
Orgelläktaren rikt dekorerad i 1600-talsstil.
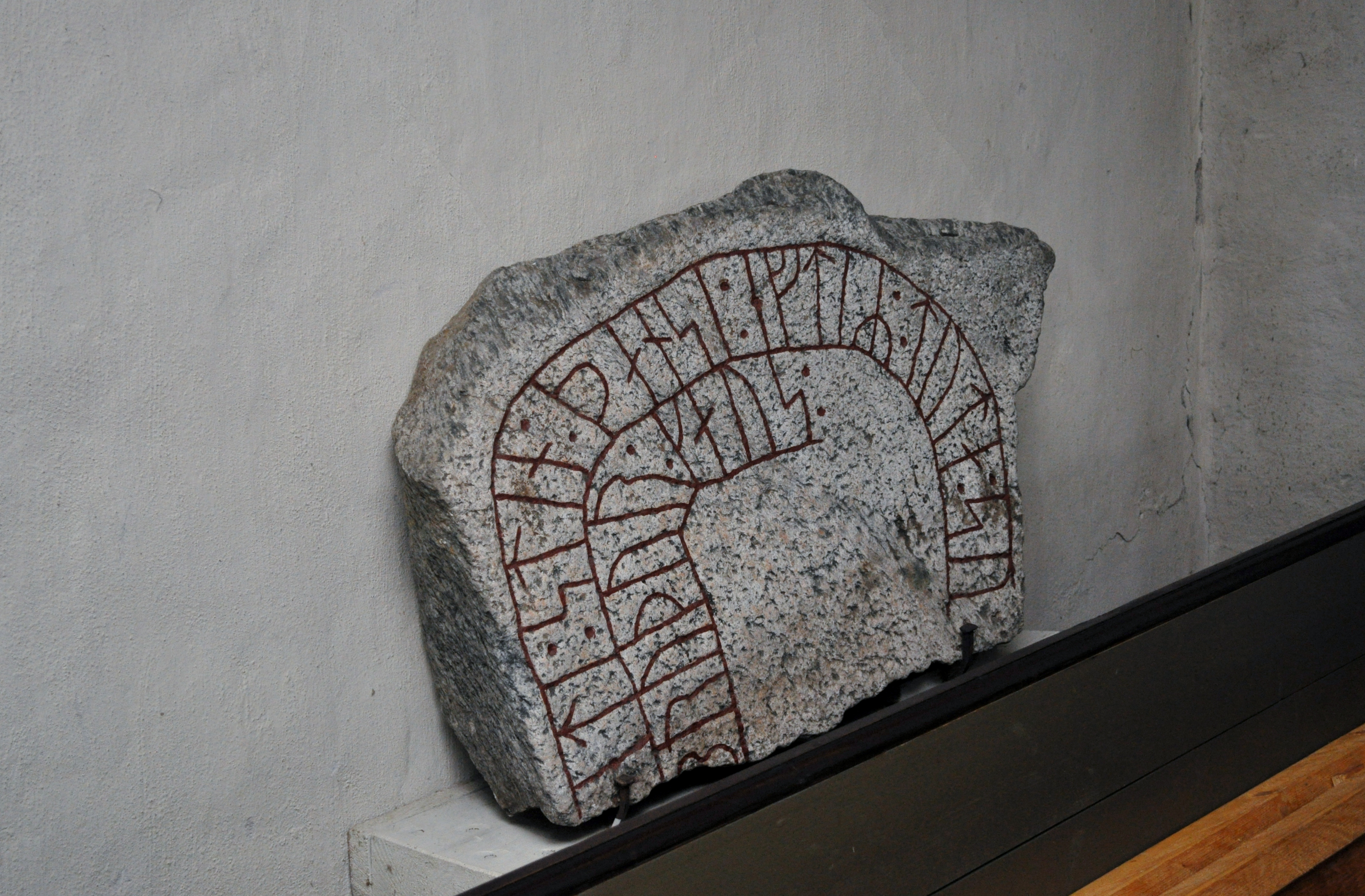
Runsten förvarad inne i kyrkorummet.